# Grzegorz Stellak
Grzegorz Józef Stellak (ur. 11 marca 1951 w Płocku, zm. 17 listopada 2023 tamże) – polski wioślarz, brązowy medalista olimpijski, wicemistrz świata.

## Życiorys
Ukończył Technikum Elektryczne w Płocku (1970). Był zawodnikiem Zawiszy Bydgoszcz i PTW „Budowlani”. Pięciokrotnie był mistrzem Polski w różnych osadach. 
Wystąpił na igrzyskach olimpijskich w Monachium (1972), zajmując szóste miejsce w ósemce. Na rozgrywanych cztery lata później igrzyskach w Montrealu był szósty w dwójce ze sternikiem. Brał też udział w igrzyskach olimpijskich w Moskwie (1980), gdzie Polacy w składzie: Grzegorz Stellak, Adam Tomasiak, Grzegorz Nowak, Ryszard Stadniuk i Ryszard Kubiak zdobyli brąz w czwórce ze sternikiem. W finale uplasowali się o 8,01 sekundy za osadą NRD i o 3,47 sekundy za osadą ZSRR. Na tej samej imprezie zajął również dziewiąte miejsce w ósemkach. 
Wspólnie z Ryszardem Stadniukiem i Ryszardem Kubiakiem zdobył srebrny medal w dwójce ze sternikiem na mistrzostwach świata w Nottingham (1975).
Po zakończeniu kariery sportowej był m.in. trenerem, a w latach 2004–2012 prezesem Płockiego Towarzystwa Wioślarskiego „Budowlani”. Wyróżniony tytułem „Płocczanina Roku”.
Został pochowany na cmentarzu parafialnym w Zakrzewie Kościelnym. W 2023 pośmiertnie odznaczony Krzyżem Kawalerskim Orderu Odrodzenia Polski.